# 札沼線
札沼線（日语：／ Sasshō sen */?）是連結北海道札幌市中央區的桑園站與北海道石狩郡當别町的北海道醫療大學站，屬於北海道旅客鐵道（JR北海道）的鐵路線（地方交通線）。設有愛稱「學園都市線」（学園都市線）。

## 路線概要
札沼線即石狩國札幌開始途經當別至沼田的鐵路，現僅剩札幌市桑園站到當别町的北海道醫療大學站仍在運營。

### 路線資料
- 管轄（事業類別）：北海道旅客鐵道（第一種鐵道事業者）
- 路線距離（營業距離）：桑園站－北海道醫療大學站 28.9公里[1]
- 軌距：1,067毫米（窄軌）
- 站數：14個（包括起終點站）[1]
  - 若只限屬於札沼線的車站，排除起點的桑園站（屬於函館本線[2]）則為13個。
- 複線路段：八軒站－愛之里教育大站間 11.4公里
- 電氣化路段：
  - 全線 交流電20,000 V、50 Hz 高架電纜
    - 電氣化設備的工程主體資金來自北海道高速鐵道開發（日语：北海道高速鉄道開発）發行的有償貸款[報道 1]
- 閉塞方式：
  - （札幌站－）桑園站－八軒站間、愛之里教育大站－北海道医疗大学站間 特殊自動閉塞式（軌道回路檢知式）
  - 八軒站－愛之里教育大站間 複線自動閉塞式
- 最高速度：85公里/小時

全線由本社鐵道事業本部直轄。日本國有鐵道（國鐵）時代在1972年（昭和47年）6月19日廢除的新十津川站－石狩沼田站間由旭川鐵道管理局管轄。

### 沿線概況
由桑園車站往北經八軒至新琴似為高架化複線。新川及新琴似之間會跨越札樽自動車道之上。在高架路段之後就在住宅街之中穿透，之後便經過北海道內最長的石狩川橋，跨越石狩川進入當別町。過橋之後便會經過札幌近郊的住宅地及農地，與前段的市街景象大幅度改變。

## 歷史
根據1922年改正鐵道敷設法別表第136號規定有「石狩國札幌開始途經當別至沼田的鐵路」（」。雖然現在的函館本線很早就在石狩川的左岸開通，但直到昭和時代，右岸和左岸都沒有橋樑，只有渡輪可用。札沼線從南北兩方向進行建設，1931年10月10日札沼北線石狩沼田 - 中德富開業。1934年延伸至浦臼，並開通札沼南線桑園 - 石狩当別，1935年全線貫通。
札沼線全線通車時是一條由桑園站開始至可以與留萌本線連接的雨龍郡沼田町的石狩沼田站的路線。但是1943、1944年二戰後期石狩当別 - 石狩沼田間被視為不要不急線停止運行。戰後1946年石狩当別 - 浦臼恢復運行，1956年全線恢復運行。但是新十津川站－石狩沼田站間在1972年（昭和47年）6月19日因應「赤字83線」而廢除。
1980年代後的桑園－北海道醫療大學路段隨著沿線開發與輸送強化，成為札幌都市圈重要的通勤、通學路線，作為JR的地方交通線卻有比較多的列車班次和使用人數，也可使用IC乘車卡「Kitaca」。為了要提高路線的便利性、解決交通堵塞和減少行車時間，JR北海道在2009年9月公佈將在桑園－北海道醫療大學之間一段長28.9公里的路段進行電氣化工程。電氣化工程主要由北海道高速鐵道開發負責，於2012年春季完成。電氣化後、札幌車站 - 當別車站之間的所要時間由46分鐘縮短至39分鐘，三門列車投入後每天早上的擁塞率會由130%降至104%，空調化列車會由63%提升至100%。在工程進行中也預備42輛新車，其中新車包括733系與735系，兩種新車供本路線專用，2012年10月，全數電化列車已投入服務。
北海道医疗大学站－新十津川站间因使用人数过少，在2020年4月17日定期末班車開出後，休業至5月7日正式废除。

### 年表

#### 國有鐵道時期
- 1931年10月10日：札沼北線開始營業，路線為石狩沼田至中德富，新設北龍車站、碧水車站、和車站、石狩追分車站、雨龍車站、上德富車站、石狩橋本車站及中德富車站（第一代）。
- 1934年：

- 10月10日：路線由中德富延長至浦臼，新設下德富車站及浦臼車站。
- 11月20日：札沼南線開始營業，路線為桑園至石狩當別，新設新琴似車站、篠路車站、石狩太美車站、石狩當別車站。

- 1935年10月3日：石狩當別－浦臼之路段開通，札沼北線及札沼南線合併為札沼線，新設石狩金澤車站、本中小屋車站、中小屋車站、石狩月形車站、札比內車站及晩生內車站。
- 1943年10月1日：石狩月形－石狩追分之路段停用。停用車站：札比內、晩生內、浦臼、下德富、中德富、石狩橋本、上德富及雨龍[7]；同時改以省營自動車方式續運[8]。
- 1944年7月21日：石狩當別－石狩月形之路段停用。停用車站：石狩金澤、本中小屋、中小屋、石狩月形。同時，石狩追分 - 石狩沼田之路段(-19.2km)停用。停用車站：石狩追分、和、碧水及北龍。
- 1946年12月10日：石狩當別－浦臼之路段重開，重開車站：石狩金澤、本中小屋、中小屋、石狩月形、札比內、晩生內及浦臼。
- 1953年11月3日：浦臼－雨龍之路段重開，重開車站：下德富、中德富、石狩橋本、上德富烘、雨龍。同時，中德富車站改名為新十津川車站。
- 1956年11月16日：雨龍－石狩沼田之路段重開，重開車站：石狩追分、和、碧水及北龍。同時，新設鶴沼車站、南下德富車站、中德富車站（第2代）、北上德富車站、渭之津車站、中之岱車站、五山車站、南雨龍臨時乘車場及中雨龍臨時乘車場。
- 1958年7月1日：新設釜谷臼車站、月丘車站、知來乙車站。
- 1959年12月1日：新設於札內臨時乘車場。
- 1960年：

- 9月1日：新設札的車站。
- 9月10日：新設豐岡車站。

- 1967年12月15日：新設東篠路車站。
- 1972年6月19日：路線由石狩沼田車站縮短至新十津川車站，改為使國鐵巴士營運。廢止車站：石狩橋本、上德富、北上德富、雨龍、石狩追分、渭之津、和、中之岱、碧水、北龍、五山、南雨龍臨時乘車場及中雨龍臨時乘車場。
- 1979年2月1日：桑園－新十津川之貨運服務停止。
- 1981年12月1日：新設大學前臨時乘車場。
- 1982年4月1日：大學前臨時乘車場升級為車站。
- 1986年：

- 6月28日：新設百合原臨時乘車場。
- 11月1日：新設愛之里教育大車站、新川臨時乘車場及太平臨時乘車場。

#### 分割民營化之後
- 1987年4月1日：在國鐵分割民營化下，由北海道旅客鐵道繼承業務。同時，新川臨時乘車場、太平臨時乘車場、百合原臨時乘車場及於札內臨時乘車場都升級為車站。
- 1988年11月3日：新設八軒車站。桑園－八軒路段高架化，桑園車站高架化。
- 1991年3月16日：新設學園都市線的愛稱。
- 1995年3月16日：太平－篠路路段雙線化。東篠路車站改名為拓北車站、釜谷臼車站改名為愛之里公園車站、大學前車站改名為北海道醫療大學車站。
- 1996年：

- 3月16日：石狩當別－新十津川之間開始一人運輸。
- 6月23日：八軒－新川高架化，八軒車站高架化（新站舍在1997年3月完成）。

- 1997年3月22日：篠路－愛之里教育大路段雙線化。
- 1999年8月22日：新川－新琴似高架化，新川車站、新琴似車站高架化（新車站舍在2000年3月完成）。
- 2000年3月11日：八軒－太平路段雙線化。
- 2006年3月18日：中德富車站停用。
- 2007年10月1日：桑園－北海道醫療大學之間被編上車站編號。
- 2008年10月25日：桑園－北海道醫療大學之間可使用IC「Kitaca」。
- 2012年6月1日：桑園－北海道醫療大學之間路軌電氣化。
- 2016年3月26日：實行路線改點，浦臼－新十津川之間改至每日只有一來回列車服務，成為JR集團中最少客運列車服務路段。
- 2018年12月21日：JR北海道向國土交通大臣提交北海道醫療大學－新十津川段廢線申請[9]。
- 2020年：

- 4月1日：廢線路段替代行駛巴士（當別 - 月形、月形 - 浦臼）開始營運
- 5月7日：北海道醫療大學－新十津川段廢線。原預定最後定期班次列車於5月6日上午從新十津川站發車，但受到2019冠狀病毒病疫情影响，日本政府於4月16日將緊急事態宣言擴及至全國，為避免大批人潮趁廢線前湧入乘車及攝影，影響疫情控制，JR北海道宣佈新十津川發車的定期班次列車提前於4月17日上午最終運行，之後所有班次列車停駛，4月27日專供沿線4個自治體民眾搭乘的最終列車則取消運行。

- 2022年3月12日：愛之里公園站與石狩太美站之間的新車站ROYCE' Town站（ロイズタウン駅）開業。同時，石狩當別站、石狩太美站改稱為當別站、太美站[13]。
- 2031年：篠路站高架化預定完工[14]。

## 運行狀況
雖然札沼线的起點是桑園站，但是該站沒有始終着的列車，作為運行系統的「札沼線（學園都市線）」会多停靠札幌站。並行於鋪設函館本線的複線旁，直通札沼線系統專用的單線。現時只有普通列車，並以愛之里公園、當別及北海道醫療大學為總站，繁忙時間每小時開出4班，其餘時間則每小時開出2-3班。
2012年10月27日時間表改正後，加開了早上由苫小牧開往愛之里公園、石狩當別開往新千歲空港，晚上由新千歲空港開往石狩當別，以及由開往千歲的班次。同一時間，亦把自2000年起開設直通函館本線至江別車站的服務取消了。

## 使用列車

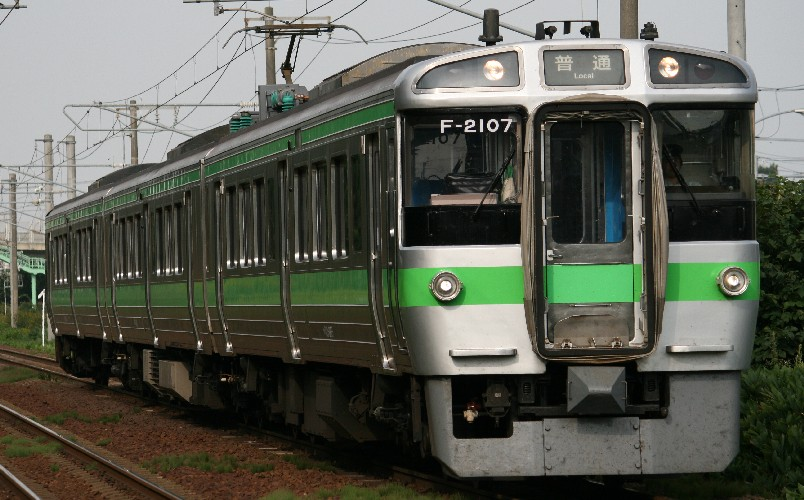
721系电车

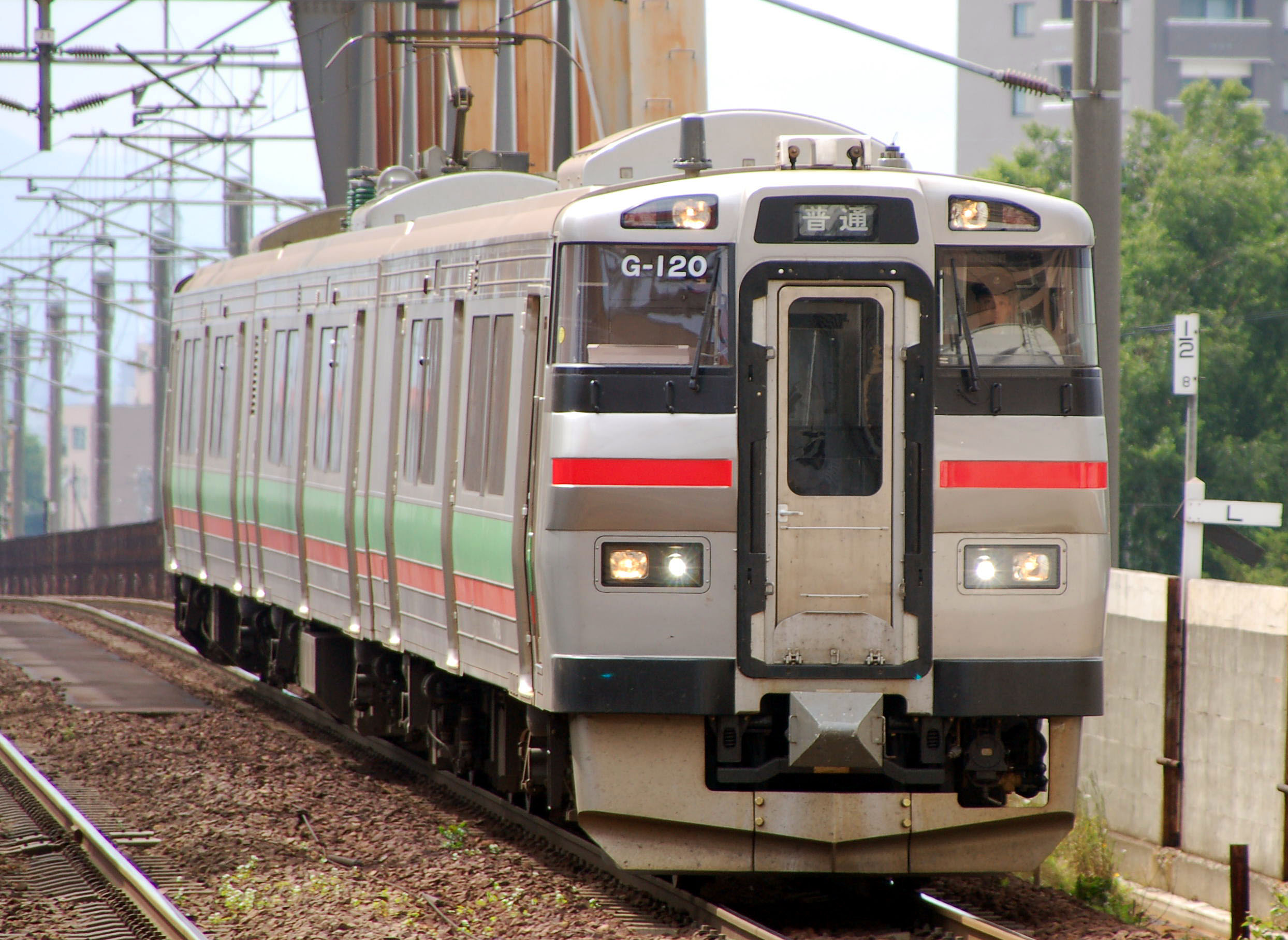
731系电车

### 现在使用的列车
2020年非電氣化区間廢止後，本線成為JR北海道在來線唯一沒有柴油動車組的路線。本線所使用的車輛是屬於札幌運輸所的電力動車組：
- JR北海道721系電聯車
- JR北海道731系電聯車
- JR北海道733系電車
- JR北海道735系電車

### 以往使用的列車
- 蒸汽機車
  - C56型，除役後交由大井川鐵道使用。
  - C11型（日语：国鉄C11形蒸気機関車）

- 已退役的Kiha40型400番台在車站以北桑園 ~ 北海道醫療大學之間：

- Kiha40型300番台

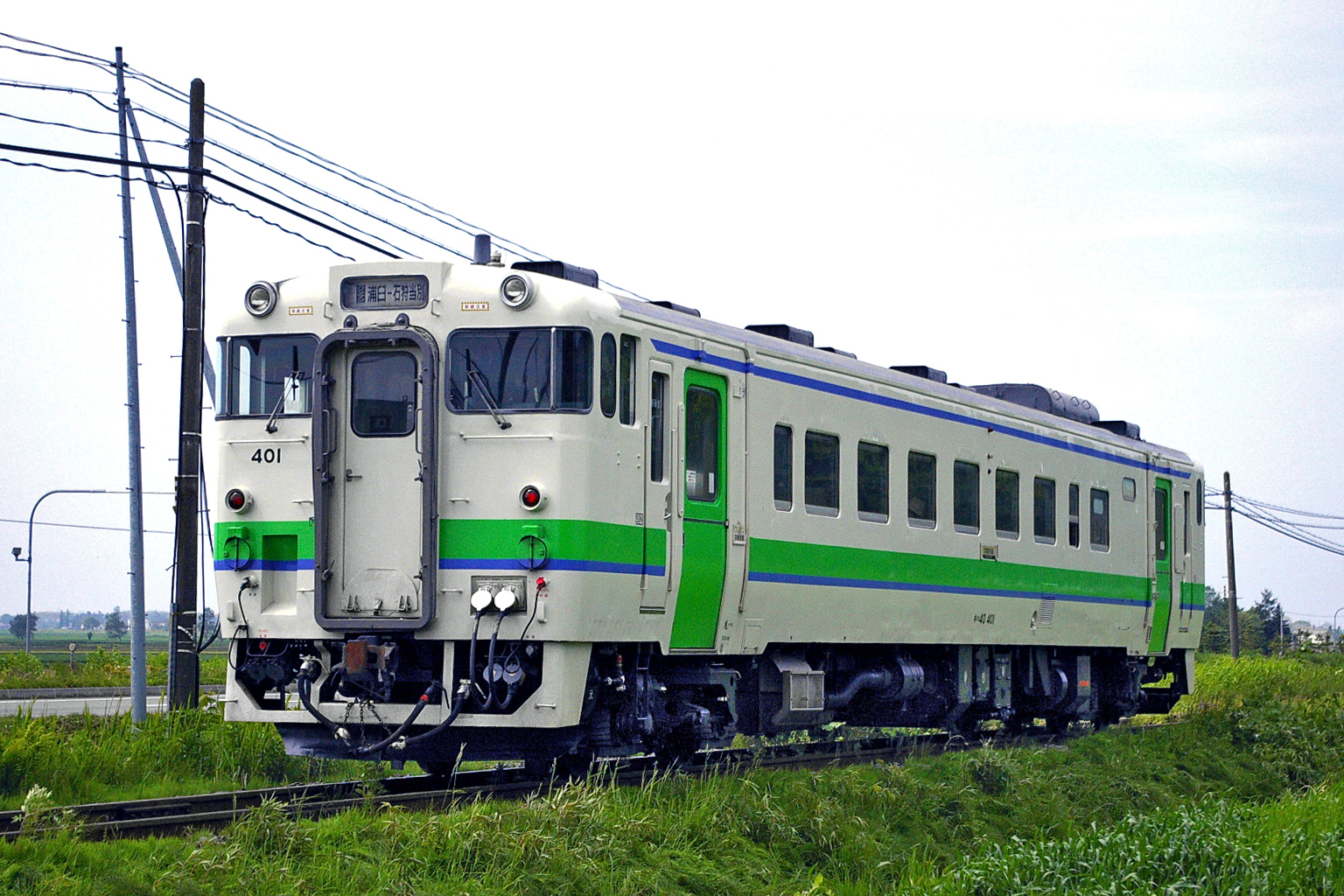
已退役的Kiha40型400番台在車站以北

- Kiha40型330番台、Kiha48型1330番台
- Kiha40系400番台
- Kiha141系
- Kiha201系

- ~ 新十津川之間通常會使用：

- Kiha40型400番台
- Kiha40型700番台
- Kiha53型500番台
- Kiha56系

## 車站列表
為方便起見，桑園站側所有列車都直通的函館本線札幌站－桑園站間會一併記載。
- 所有車站都位於北海道內
- 車站編號…對象路段是札幌站－北海道醫療大學站間的各站。參見日本車站編號。
  - 札沼線單獨站的車站編號的字母，採用路線的愛稱字母「G (Gakuentoshi-line)」。
- ：特定都區市內制度下「札幌市內」地域的車站
- 全線交流電氣化
- 所有列車普通列車（停靠所有車站）。快速「機場」（當別－新千歲機場間運行）也在這路段停靠所有車站。
- 軌道 … ∥：複線路段，◇、△、｜：單線路段（◇可進行列車交會，△在交會列車的一方〈下行列車〉限定札幌方向起折返列車可列車交會），∨：此起往下為單線，∧：此起往下為複線
- ※：札幌站－桑園站間的函館本線，是作為三線路段，當中1線（單線）由札沼線的列車專用。

| 路線名稱 | 車站編號       | 中文站名 | 日文站名    | 英文站名 | 站間營業距離 | 桑園起計的 營業距離                                    | 接續路線                                                                                             | 軌道   | 所在地   | 所在地 | 所在地 |
| -------- | -------------- | -------- | ----------- | -------- | ------------ | ------------------------------------------------------ | --- | ------ | -------- | ------ | ------ |
| ※        | 01             | 札幌     |             |          | -            | 1.6                                                    | 北海道旅客鐵道：函館本線（岩見澤方向）、千歲線 札幌市營地下鐵（札幌）： 南北線（N06）、 東豐線 (H07) | ∨      | 石狩管內 | 札幌市 | 北區   |
| ※        | S02            | 桑園     |             |          | 1.6          | 0.0                                                    | 北海道旅客鐵道：函館本線（小樽方向）                                                                 | ◇      | 石狩管內 | 札幌市 | 中央區 |
| 札沼線   | S02            | 桑園     |             |          | 1.6          | 0.0                                                    | 北海道旅客鐵道：函館本線（小樽方向）                                                                 | ◇      | 石狩管內 | 札幌市 | 中央區 |
| G03      | 八軒           |          |             | 2.2      | 2.2          |                                                        | ∧ | 西區   | 石狩管內 | 札幌市 |        |
| G04      | 新川           |          |             | 1.5      | 3.7          |                                                        | ∥ | 北區   | 石狩管內 | 札幌市 |        |
| G05      | 新琴似         |          |             | 1.9      | 5.6          | 札幌市營地下鐵（麻生）： 南北線（N01） ※代替輸送指定站 | ∥ | 北區   | 石狩管內 | 札幌市 |        |
| G06      | 太平           |          |             | 1.7      | 7.3          |                                                        | ∥ | 北區   | 石狩管內 | 札幌市 |        |
| G07      | 百合原         |          |             | 1.3      | 8.6          |                                                        | ∥ | 北區   | 石狩管內 | 札幌市 |        |
| G08      | 篠路           |          |             | 1.6      | 10.2         |                                                        | ∥ | 北區   | 石狩管內 | 札幌市 |        |
| G09      | 拓北           |          |             | 2.0      | 12.2         |                                                        | ∥ | 北區   | 石狩管內 | 札幌市 |        |
| G10      | 愛之里教育大   |          |             | 1.4      | 13.6         |                                                        | ∨ | 北區   | 石狩管內 | 札幌市 |        |
| G11      | 愛之里公園     |          |             | 1.5      | 15.1         |                                                        | ◇ | 北區   | 石狩管內 | 札幌市 |        |
| G11-1    | ROYCE' Town    |          | ROYCE' Town | 2.8      | 17.9         |                                                        | ｜                                                                                                   | 石狩郡 | 石狩管內 | 當別町 |        |
| G12      | 太美           |          |             | 1.4      | 19.3         |                                                        | ◇ | 石狩郡 | 石狩管內 | 當別町 |        |
| G13      | 當別           |          |             | 6.6      | 25.9         |                                                        | ◇ | 石狩郡 | 石狩管內 | 當別町 |        |
| G14      | 北海道醫療大學 |          |             | 3.0      | 28.9         |                                                        | △ | 石狩郡 | 石狩管內 | 當別町 |        |

1. 1 2  札幌市營地下鐵南北線、東豐線的札幌站獲指定為JR北海道函館本線的札幌站的代替輸送車站。
2. 1 2 3 4  1986年11月1日－1987年3月31日是臨時乘降場。
3. ↑  札幌市營地下鐵南北線的麻生站獲指定為JR北海道札沼線的
新琴似站的代替輸送車站。
4. ↑  1981年12月1日－1982年3月31日是臨時乘降場。
5. ↑  1959年12月1日－1987年3月31日是臨時乘降場。
6. ↑  千歲線的路線起終點是函館本線白石站，但所有旅客列車都直通至札幌站。
7. ↑  車站大樓位於中央區。

### 過去的接續路線
- 桑園站
  - 函館本線札幌市場支線（貨物線） - 1978年10月2日
  - 札幌市電（桑園線）…桑園站前停留場 - 1960年6月1日廢除
- 新琴似站：札幌市電（鐵北線）…新琴似站前停留場 - 1974年5月1日廢除
- 石狩當別站：當別町營軌道 - 1956年3月31日停止運行

### 廢除路段

#### 1972年6月19日废线
- 公司名、自治體名以廢除當時為準。所有車站都位於北海道空知管內。
- 臨時乘降場沒有設定營業距離。括弧內以實際距離記述。

| 中文站名         | 日文站名 | 英文站名 | 站間營業距離 | 桑園起計的 營業距離 | 接續路線                                          | 所在地 | 所在地     |
| ---------------- | -------- | -------- | ------------ | ------------------- | ------------------------------------------------- | ------ | ---------- |
| 新十津川         |          |          | -            | 76.5                | 日本國有鐵道、JR北海道：札沼線（至2020年4月17日） | 樺戶郡 | 新十津川町 |
| 石狩橋本         |          |          | 2.7          | 79.2                |                                                   | 樺戶郡 | 新十津川町 |
| 上德富           |          |          | 2.8          | 82.0                |                                                   | 樺戶郡 | 新十津川町 |
| 北上德富         |          |          | 1.7          | 83.7                |                                                   | 樺戶郡 | 新十津川町 |
| 南雨龍臨時乘降場 |          | /        | -            | (86.5)              |                                                   | 雨龍郡 | 雨龍町     |
| 雨龍             |          |          | 5.1          | 88.8                |                                                   | 雨龍郡 | 雨龍町     |
| 中雨龍臨時乘降場 |          | /        | -            | (89.8)              |                                                   | 雨龍郡 | 雨龍町     |
| 石狩追分         |          |          | 3.3          | 92.1                |                                                   | 雨龍郡 | 雨龍町     |
| 渭之津           |          |          | 2.4          | 94.5                |                                                   | 雨龍郡 | 雨龍町     |
| 和               |          |          | 3.4          | 97.9                |                                                   | 雨龍郡 | 北龍町     |
| 中之岱           |          |          | 3.1          | 101.0               |                                                   | 雨龍郡 | 北龍町     |
| 碧水             |          |          | 1.8          | 102.8               |                                                   | 雨龍郡 | 北龍町     |
| 北龍             |          |          | 3.2          | 106.0               |                                                   | 雨龍郡 | 沼田町     |
| 五山             |          |          | 2.6          | 108.6               |                                                   | 雨龍郡 | 沼田町     |
| 石狩沼田         |          |          | 2.8          | 111.4               | 日本國有鐵道：留萌本線                            | 雨龍郡 | 沼田町     |

#### 廢站
- 中德富站：2006年3月18日廢除、下德富站－新十津川站間（桑園起計73.9公里）

#### 2020年5月7日废线
第一次废线後，札沼线營業路段以中途的北海道醫療大學站為界，有很大差異。相較於南部的桑園站－北海道醫療大學站，北部的北海道醫療大學站－新十津川站間是列車班次和使用人數都非常少的閑散線區，故而繼續維持非電氣化。另外，末端路段形成夾着石狩川與函館本線並行的情況。
2016年11月18日，JR北海道由於嚴峻的經營環境，發表10條路線共13個區間為「難以單獨維持正常營運的路線」。而札沼線的情況，桑園站至北海道醫療大學站路段屬於JR北海道能夠獨自繼續營運的路線。另一方面，北海道醫療大學站至新十津川站則屬於「為了能夠持續營運的交通體系，需要向地方政府商討轉變成巴士等交通工具的可能性」，JR北海道會與沿線的地方政府商討廢線及替代巴士的相關事宜。在巴士等配套措施與地方達成共識後，JR北海道已於2018年12月21日向國土交通大臣提出北海道醫療大學站至新十津川站路段的廢線申請，獲准於2020年5月7日起廢線。
原預定最後定期班次列車於5月6日上午從新十津川站發車，但受到2019冠狀病毒病疫情影响，JR北海道於4月15日第一次宣布提早在4月24日開出定期列車的末班車，另於4月27日開行專供沿線4個自治體民衆搭乘的最終列車。但隨着日本政府於4月16日將緊急事態宣言擴及至全國，為避免大批人潮趁廢線前湧入乘車及攝影，減低疫情散播的風險，JR北海道在4月16日第二次宣布，提前於4月17日上午，開出從新十津川發車的定期列車末班車，至於4月27日專供沿線居民搭乘的臨時列車則取消運行，並休業至5月7日废除爲止。
- 公司名、自治體名以廢除當時為準。北海道医疗大学、石狩金泽、本中小屋3站位于北海道石狩管内，其余车站都位於北海道空知管內。

| 中文站名       | 日文站名 | 英文站名 | 站間營業距離 | 桑園起計的 營業距離 | 接續路線         | 所在地 | 所在地     |
| -------------- | -------- | -------- | ------------ | ------------------- | ---------------- | ------ | ---------- |
| 北海道医疗大学 |          |          | -            | 28.9                | JR北海道：札沼線 | 石狩郡 | 当别町     |
| 石狩金澤       |          |          | 2.2          | 31.1                |                  | 石狩郡 | 当别町     |
| 本中小屋       |          |          | 4.5          | 35.6                |                  | 石狩郡 | 当别町     |
| 中小屋         |          |          | 3.2          | 38.8                |                  | 石狩郡 | 当别町     |
| 月岡           |          |          | 2.8          | 41.6                |                  | 樺戶郡 | 月形町     |
| 知來乙         |          |          | 2.6          | 44.2                |                  | 樺戶郡 | 月形町     |
| 石狩月形       |          |          | 2.1          | 46.3                |                  | 樺戶郡 | 月形町     |
| 豐岡           |          |          | 4.7          | 51.0                |                  | 樺戶郡 | 月形町     |
| 札比內         |          |          | 2.5          | 53.5                |                  | 樺戶郡 | 月形町     |
| 晚生內         |          |          | 4.5          | 58.0                |                  | 樺戶郡 | 浦臼町     |
| 札的           |          |          | 2.9          | 60.9                |                  | 樺戶郡 | 浦臼町     |
| 浦臼           |          |          | 1.8          | 62.7                |                  | 樺戶郡 | 浦臼町     |
| 鶴沼           |          |          | 3.4          | 66.1                |                  | 樺戶郡 | 浦臼町     |
| 於札內         |          |          | 1.8          | 67.9                |                  | 樺戶郡 | 浦臼町     |
| 南下德富       |          |          | 1.5          | 69.4                |                  | 樺戶郡 | 新十津川町 |
| 下德富         |          |          | 2.1          | 71.5                |                  | 樺戶郡 | 新十津川町 |
| 新十津川       |          |          | 5.0          | 76.5                |                  | 樺戶郡 | 新十津川町 |

### 來源
1. 1 2  『歴史でめぐる鉄道全路線 国鉄・JR』24号 17頁
2. ↑  『停車場変遷大事典 国鉄・JR編』
3. ↑  『写真で見る北海道の鉄道』 上巻 国鉄・JR線 130-131頁
4. ↑  JR北海道　札沼線中部分路段電氣化 的存檔，存档日期2012-05-13. - 貓出版 Hobidasu新聞、2009年9月9日。
5. ↑  札沼線（愛稱：學園都市線）電氣化工程對於融資契約與北海道高速鐵道開發（株）結論 （页面存档备份，存于） - 日本政策投融資銀行、2010年01月29日。
6. ↑   (PDF). JR北海道 - プレスリリース.   [2020-04-16]. （原始内容存档 (PDF)于2020-04-16）.
7. ↑  日本《官報》第4993號「鐵道省告示第255號」，1943年9月2日：第45頁。
8. ↑  日本《官報》第5014號「鐵道省告示第281號」，1943年9月28日：第534-535頁。
9. 1 2   (PDF) (新闻稿). 北海道旅客鉄道. 2018-12-21  [2018-12-21]. （原始内容 (PDF)存档于2018-12-22）.
10. ↑  . 北海道新聞. 2020-03-30  [2020-03-30]. （原始内容存档于2020-04-03）.
11. ↑  .   [2018-12-15]. （原始内容存档于2018-12-24）.
12. 1 2   (PDF) (新闻稿). 北海道旅客鐵道. 2020-04-16  [2020-04-16]. （原始内容存档 (PDF)于2020-04-16） （日语）.
13. ↑  札沼線の駅（当別町内）に関するお知らせ （页面存档备份，存于）
14. ↑   (PDF). 札幌市まちづくり政策局 総合交通計画部 都市交通課.   [2022年8月15日]. （原始内容存档 (PDF)于2022年8月15日） –札幌の都市交通データブック2021 p.53 （日语）.
15. ↑  『鉄道ジャーナル』通巻339号 98頁
16. ↑  伊藤健一. . 鐵道Fans (交友社). 2008-03-31  [2009-09-15]. （原始内容存档于2020-07-27）.
17. ↑  2022年3月12日開業，見駅前広場整備に５．５億円　札沼線新駅　６月にも着工，北海道新聞，2021年1月27日。
18. 1 2   (PDF). JR北海道. 2016-11-18  [2017-07-06]. （原始内容 (PDF)存档于2016-11-18） （日语）.
19. ↑   (PDF). JR北海道. 2016-11-18  [2017-07-06]. （原始内容 (PDF)存档于2016-11-18） （日语）.
20. ↑   (pdf). 北海道旅客铁道. 2020-04-15  [2020-04-25]. （原始内容存档 (PDF)于2020-04-15） （日语）.

### 報道發表資料
1. ↑   (PDF) (新闻稿). 北海道旅客鉄道. 2011-10-13  [2011-12-05]. （原始内容 (PDF)存档于2011年12月5日）.
2. ↑   (PDF) (新闻稿). 北海道旅客鉄道. 2012-03-14  [2012-09-25]. （原始内容 (PDF)存档于2012-09-25）.

## 延伸閱讀

### 書籍
- 石野哲（編集長）. . JTBパブリッシング. 1998-09-19. ISBN 978-4-533-02980-6. ISBN 4-533-02980-9.
- 田中和夫（監修）. . 上巻 国鉄・JR線. 北海道新聞社（編集）. 2002-07-15: 124–133頁・311–319頁. ISBN 978-4-89453-220-5. ISBN 4-89453-220-4.
- 今尾恵介（監修）.  1号・北海道. 新潮社. 2008-05-17. ISBN 978-4-10-790019-7. ISBN 4-10-790019-3.
- 太田幸夫. . 交通新聞社. 2011-08-15. ISBN 978-4-330-23211-9.

### 雑誌
- . 鉄道ジャーナル (成美堂出版（鉄道ジャーナル社）). 1995-1, 29 (第1号（通巻339号）): 98. ISSN 0288-2337.
- 鈴木文彦. . 鉄道ジャーナル (成美堂出版（鉄道ジャーナル社）). 1995-12, 29 (第12号（通巻350号）): 89. ISSN 0288-2337.
- 杉山茂. . 鉄道ファン (交友社). 2012-07, 52 (第7巻（通巻615号）): 27  [2018-04-03]. （原始内容存档于2016-03-04）.
- 富永昌嗣. . 鉄道ファン (交友社). 2018-3, 第58巻 (3号（通巻683号）): 94 – 99.
- . 週刊 JR全駅・全車両基地 (朝日新聞出版). 2012-10-14, (10): 11  [2018-04-03]. （原始内容存档于2020-07-27）.
- JRガゼット (交通新聞社). 2009-10. ISSN 1343-5620. 缺少或|title=为空 (帮助)
- JTB時刻表 (JTBパブリッシング). 2016-4,. 2016年4月号. 缺少或|title=为空 (帮助)
- 曽根悟（監修）. 朝日新聞出版分冊百科編集部（編集） , 编. . 週刊朝日百科. 24号 石勝線・千歳線・札沼線. 朝日新聞出版. 2009-12-27: 17–24頁.

## 關連項目
- 日本鐵路線列表
- 石狩線（行走瀧川車站 - 新十津川車站 - 石狩沼田車站的巴士路線）